# 不想長大
《不想長大》（英語：Once Upon a Time），是台灣女子音樂團體S.H.E第七張录音室專輯、第八张专辑，於2005年11月25日推出。

## 簡介
此張專輯距離上一張專輯《Encore》發行整整一年之久，是S.H.E出道至此間隔時間最久的一張專輯，這張專輯更受到歌迷的高度關注，《不想長大》專輯要表達的是，隨著時間的歷練，小孩會長大，隨著長大而來的是發現這世界原來是這麼複雜，許多事情背後原來都還有現實利益的考量與計算，如果這是成長的必然，那麼在成熟面對這些之餘，可不可以在心裡仍然保留著一絲絲的單純天真？S.H.E的專輯《不想長大》要表達的就是這種「希望永保赤子之心」的美好願望。
首波同名主打歌〈不想長大〉的部分旋律擷取自莫扎特的「第40號交響曲」，再加上大量管絃樂的編曲，讓整首歌氣勢為之磅礡，S.H.E也首次嘗試為專輯中的歌曲〈神槍手〉擔任配唱製作人，這也是自S.H.E出道以來首次擔任製作人，而Selina則首次為歌曲〈星星之火〉填寫英文詞，〈不做你的朋友〉與〈好人有好抱〉則是唱片公司新人TANK為S.H.E量聲打造的歌曲，並且在歌曲中分別擔任了RAP與和聲，其中〈不做你的朋友〉的音樂錄影帶則是由周杰倫執導，而〈天灰〉是首民謠搖滾曲風，並且整張專輯大量的採用新銳創作者的詞曲創作，而此張專輯所收錄的全是原創歌曲，也讓S.H.E連續五年入圍金曲獎。而《不想长大》亦由3位老艺术家于2014年北京电视台春节晚会演出，引起民众的广泛关注。2006年1月20日發行《不想長大》影音館（VCD/DVD）。
此張專輯中的歌曲〈天灰〉和主打歌曲〈不想長大〉分別入選2006年度Hit Fm年度百首單曲的第21位和44位。專輯發行不到一個月，全亞洲總銷量便突破百萬張。

## 唱片版本
※ 以下發行版本皆以當地（台灣）為準。
- 專輯在發行前預購時和專輯推出後皆為精裝版，而專輯預購時會附贈預購贈品，正式發行後則無贈品。

| 類型 | 發行日期       | 版本   |
| ---- | -------------- | ------ |
| CD   | 2005年11月25日 | 精裝版 |

- 7-11通路預購加贈：

復古黑膠唱盤造型的2006年月曆及12張圓形照片
- 唱片行通路預購加贈：

復古收音機造型的2006年月曆及12張圓形照片

## 完整曲目
| 曲序     | 曲目                                                   |                     | 作曲                    | 编曲                    | 製作人   | 备注                                                                | 时长  |
| -------- | ------------------------------------------------------ | ------------------- | ----------------------- | ----------------------- | -------- | ------------------------------------------------------------------- | ----- |
| 1.       | 不想長大 （Don't Wanna Grow Up）                       | 施人誠              | 左安安                  | 陳台證                  | 王治平   | 首波主打歌；部分旋律擷取自莫扎特的〈第40號交響曲〉                  | 3:44  |
| 2.       | Super Model                                            | 陳鎮川              | Edward Chan/Charles Lee | Edward Chan/Charles Lee | 王治平   | 第二波主打 達芙妮廣告曲                                             | 3:34  |
| 3.       | 不作你的朋友 （Not Gonna Be Your Friend）              | 葛大為              | 呂建中                  | 林邁可                  | 林邁可   | 第四波主打 RAP詞/RAP：Tank 後來由原創者Tank(呂建中)翻唱為「不敢說」 | 3:56  |
| 4.       | 天灰 （Grey Sky）                                      | 馮士哲 施人誠       | 馮士哲                  | 董運昌                  | 王治平   | 第三波主打                                                          | 4:01  |
| 5.       | 月桂女神 （Laurel Tree Goddess）                       | 方文山              | 李天龍                  | 呂紹淳                  | 王治平   | 第五波主打 達芙妮品牌故事歌曲                                       | 5:11  |
| 6.       | 綠洲 （Oasis）                                         | 施人誠 楊子樸(VENK) | 楊子樸(VENK)            | 屠穎                    | 王治平   |                                                                     | 4:29  |
| 7.       | 謝謝你讓我愛過你 （Thank You For Letting Me Love You） | 施人誠              | 黃荻鈞                  | 呂紹淳                  | 郭文宗   |                                                                     | 4:13  |
| 8.       | 好人有好抱 （Good People Will Rewarded In Kind）       | 姚若龍              | 呂建中                  | 董運昌                  | 王治平   | 第七波主打 合聲：Tank                                               | 4:41  |
| 9.       | 神槍手 （Sharpshooter）                                | 黃俊郎              | 王治平                  | 王治平                  | S.H.E    | 第六波主打 編曲是取樣「荒野大鏢客」的主題音樂                       | 3:38  |
| 10.      | 星星之火 （Fire of Heaven）                            | 陳信延              | 曹格                    | 洪敬堯                  | 王治平   | 編曲取樣自童謠"Twinkle Twinkle Little Star" 英文詞：Selina          | 4:47  |
| 总时长： | 总时长：                                               | 总时长：            | 总时长：                | 总时长：                | 总时长： | 总时长：                                                            | 42:14 |

## 不想長大影音館
- 2006年1月20日 發行（VCD／DVD）

※DVD格式 具音聲多重 具卡拉OK 功能
- VCD/DVD：

1. 不想長大
2. Super Model
3. 不作你的朋友
4. 天灰
5. 月桂女神
6. 綠洲
7. 謝謝你讓我愛過你
8. 好人有好抱
9. 神槍手
10. 星星之火

- VCD Bonus：

1. 不想長大 MV幕後花絮
2. Super Model MV幕後花絮
3. Super Model 舞功秘笈大蒐錄

- 新加坡版 VCD Bonus

1. S.H.E 不想長大新加坡宣傳花絮

- DVD Bonus：

1. 不想長大 加長版MV
2. 不想長大 MV幕後花絮
3. Super Model 舞功秘笈大蒐錄
4. Super Model MV幕後花絮
5. 天灰 深情劇情版MV
6. 不作你的朋友 導演完整版MV
7. 不作你的朋友 MV幕後花絮
8. 月桂女神 MV幕後花絮
9. 綠洲 MV幕後花絮
10. 神槍手 S.H.E 配唱錄音幕後珍藏花絮
11. 神槍手 MV幕後花絮

## 復刻版卡帶
2017年12月22日，推出收錄了第1張專輯至第13張專輯(包含兩張精選集)的S.H.E16週年復刻紀念全套卡帶組《小時帶 S.H.E's in style》卡帶紀念組，此張專輯為16週年復刻卡帶紀念組所收錄13張專輯中其中之一。

## 獎項

### 金曲獎
| 年份 | 獎項名稱     | 提名獎項       | 提名  | 結果 |
| ---- | ------------ | -------------- | ----- | ---- |
| 2006 | 第17屆金曲獎 | 最佳演唱組合獎 | S.H.E | 提名 |

### 其他獎項
- 中華音樂人交流協會2005年度11月份推薦專輯
- 2006年度雪碧中國原創音樂流行榜－臺灣地區最優秀專輯獎
- 2006年 MusicRadio中國TOP排行榜 港臺年度十五大金曲－〈不想長大〉
- 2006年 全球華語歌曲排行榜 年度20大金曲－〈不想長大〉
- 2006年 新城國語力頒獎禮 新城國語力歌曲－〈不想長大〉、〈Super Model〉
- 2006年 TVB8金曲榜頒獎典禮
  - 金曲獎－〈不想長大〉
  - 金曲金獎－〈不想長大〉
- 2007年 雪碧中國原創音樂流行榜 港臺金曲獎－〈不想長大〉
- 2007年 無線音樂盛典咪咕滙 十大暢銷金曲－〈不想長大〉
- 2007年 勁歌王金曲金榜頒獎典禮 十大國語金曲獎－〈不想長大〉

## 音樂錄影帶
| 歌名             | 導演                 | 發佈日期       | 發佈頻道                    | 附註                   |
| ---------------- | -------------------- | -------------- | --------------------------- | ---------------------- |
| 不想長大         | 比爾賈、Mike         | 2011年12月28日 | 華研國際音樂官方YouTube頻道 |                        |
| Super Model      | The Jam Council      | 2012年8月30日  | 華研國際音樂官方YouTube頻道 |                        |
| 不作你的朋友     | 周杰倫               | 2012年8月30日  | 華研國際音樂官方YouTube頻道 | 特別演出：黃騰浩       |
| 天灰             | Tiger Foerst、BOUNCE | 2012年8月30日  | 華研國際音樂官方YouTube頻道 | 特別演出：李國毅、鍾瑶 |
| 月桂女神         | 比爾賈               | 2012年8月30日  | 華研國際音樂官方YouTube頻道 |                        |
| 綠洲             | Mike                 | 2012年8月30日  | 華研國際音樂官方YouTube頻道 |                        |
| 謝謝你讓我愛過你 | Mike                 | 2012年8月30日  | 華研國際音樂官方YouTube頻道 |                        |
| 好人有好抱       | 賴偉康               | 2012年8月30日  | 華研國際音樂官方YouTube頻道 |                        |
| 神槍手           | 賴偉康、比爾賈       | 2012年8月30日  | 華研國際音樂官方YouTube頻道 |                        |
| 星星之火         | 賴偉康、BOUNCE       | 2012年8月30日  | 華研國際音樂官方YouTube頻道 |                        |

## 其他作品
| 上一張專輯： Encore 2004年11月12日 | 第8張專輯 2005年11月25日 | 第8張專輯 2005年11月25日 | 下一張專輯： Forever新歌+精選 2006年7月21日 |